# Anopheles ruarinus
Anopheles ruarinus este o specie de țânțari din genul Anopheles, descrisă de Edwards în anul 1940. Conform Catalogue of Life specia Anopheles ruarinus nu are subspecii cunoscute.